# Дадіванк
Це стаття про монастир Дадіванк. Стаття про село, у якому розташований монастир  — Дадіванк (село)
Дадіванк (вірм. Դադիվանք), інша назва Хутаванк (вірм. Խութավանք, дослівно «монастир на холмі») — вірменський монастир IX–XIII ст., розташований у селі Дадіванк — Кельбаджарського району Азербайджану, у півкілометрі на північ від річки Трту. Архітектурний комплекс розташований на схилі пагорбу, з усіх сторін оточений лісами.
Після завершення Другої карабаської війни, з листопада 2020 року монастир контролював російський «миротворчий контингент». З середини квітня 2024 року монастир Худаванг охороняється азербайджанською поліцією.
У Азербайджані на державному рівні заперечують приналежність монастиря до вірменської культури, натомість використовуючи евфемізм "Кавказько-Албанський монастир."

## Етимологія
Перша назва пов'язана з ім'ям Св. Даді, який проповідував християнство на заході Вірменії і був учнем Тадея, апостола з сімдесяти учнів Христа. За переказами монастир був побудований над його могилою.
Друга назва походить від вірменського «хут» (пагорб) і «ванк» (монастир): «монастир на пагорбі».

## Історія
Перше святилище на могилі загиблого в I столітті н. е. Св. Даді було побудоване в ранньому середньовіччі.
Перші згадки монастиря відносяться до IX століття.
У першій половині XIII століття монастирські споруди, зруйновані вщент сельджуками були відновлені, з'явилися нові споруди. Цей час вважається періодом розквіту монастиря. В 1214 році Арзухатун Арцруні, дружиною Вахтанга Тагаворазна була зведена соборна церква монастиря, першою половиною століття також датований притвор-каплиця єпископа Грігора.
До кінця XVIII століття монастир був великим культурно-релігійним центром, обслуговувало монастир велике мирське селище Хут.
Починаючи з XVIII століття монастир починає втрачати свої землі, населення десятків сусідніх сіл, в тому числі, і тих, що належали монастирю були насильно переселено до Персії. Наприкінці XVIII століття 300 сімей покинули Хут і переселилися в Ериванську губернію.
У XIX столітті монастир остаточно спорожнів. Відвідавши монастир у середині століття архієпископ Саргіс Джалалянц описував руїни, які «служили укриттям для розбійників, які здійснювали набіги на Арцах» (на території монастиря поселилися курди і айруми). Древні святині були перетворені на пасовища «для худоби овець і скоту». Перед льохами та кімнатами розкинулися покинуті великі сади, де ще продовжують рости вже здичавілі плодові дерева. Наприкінці того ж століття журнал «Арарат» писав:
Монастир Тадея своїми спорудами схожий на багатий квартал велелюдного міста, якому подих і життя надає тільки присутність людей.
Після приєднання Східної Вірменії до Росії, в 1830-і роки митрополит Багдасаров Асан-Джалалян почав рух по поверненню монастиря, підтриманий пізніше Католікосом всіх вірмен Нерсесом V і новим настоятелем монастиря ієреєм Аствацатуром. На початку 1910-х років керуючим монастирських володінь був призначений житель Тіфліса, Мікаеловіч Левон Тер-Аветікян, який, зібравши необхідні документи, звернувся до суду. Всупереч позитивній для монастиря Постанові суду, кочівники тривалий час не бажали покидати присвоєнні землі. Проте до 1917 року Тер-Аветікяну вдалося домогтися переходу до монастиря численних пасовищ.
Із встановленням радянської влади всі монастирські володіння було націоналізовано, а Дадіванк був переданий у підпорядкування азербайджанській владі і знову обезлюднів.
Незабаром після переходу контролю над монастирем до Нагірно-Карабаської Республіки у березні 1993 року, тут були розпочаті реставраційні роботи на кошти Вірменської Апостольської Церкви та держави. Роботи тривають і досі.
У 1994 р. Дадіванк був знову освячений і в наш час[коли?] є діючим монастирем Арцаської єпархії Вірменської апостольської церкви.
У липні 2007 року у Дадіванку були проведені розкопки, в результаті яких були виявлені мощі святого Даді.

## Фотогалерея

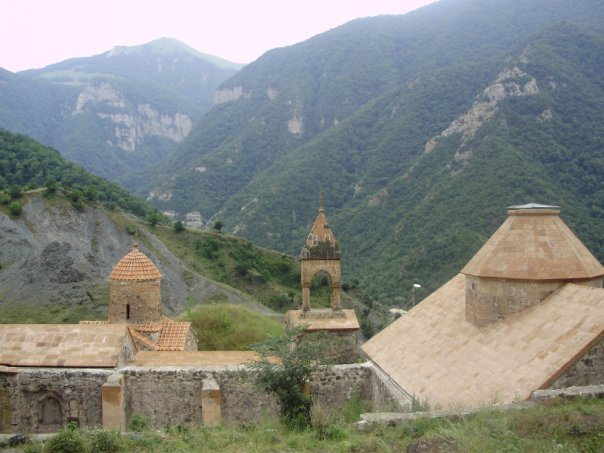
Загальний вигляд монастиря
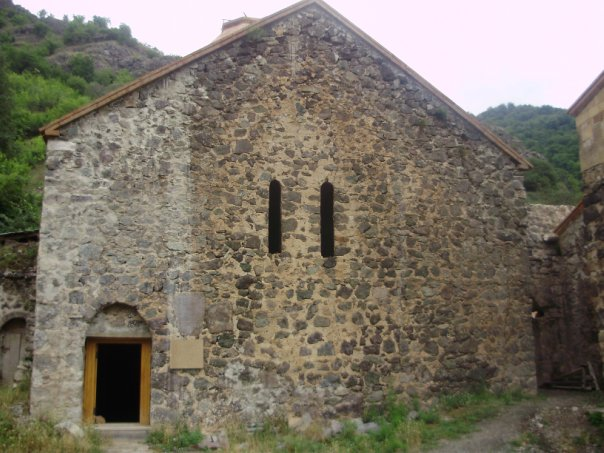
Фасад притвору-каплиці
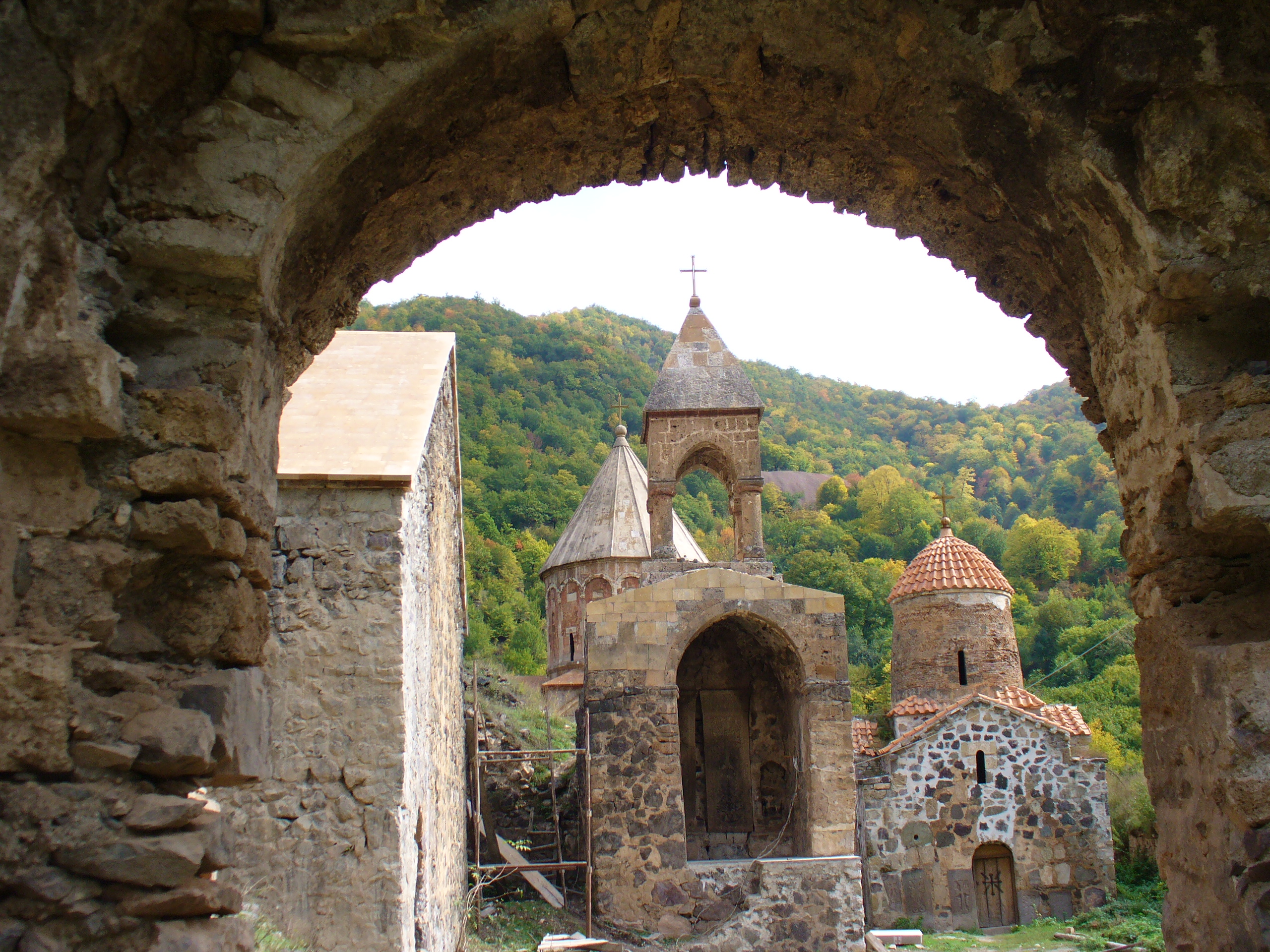
Вигляд на дзвіницю з боку воріт
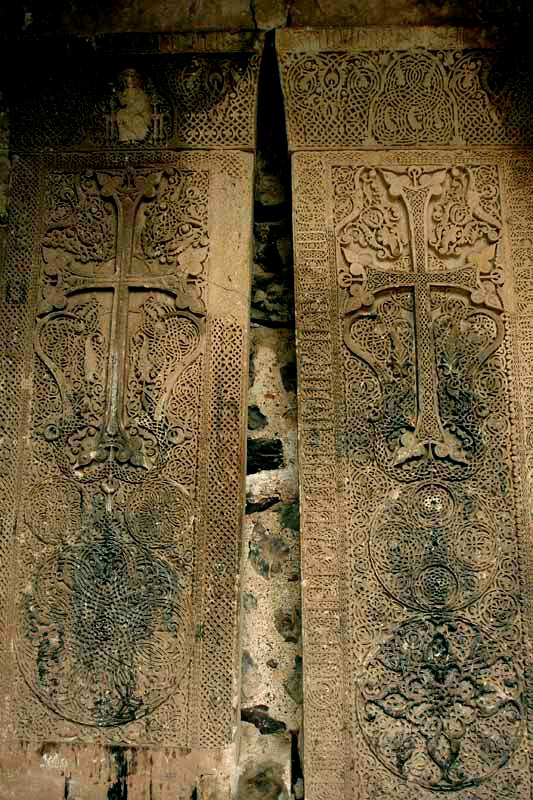
Хачкари у дзвіниці